# Sygic
Sygic es una compañía de Eslovaquia que produce sistemas GPS para dispositivos móviles y tabletas. La empresa se fundó en 2004, con sede en Bratislava, Eslovaquia. Se convirtió en la primera empresa de navegación para iPhone y la segunda para Android. En 2015, Sygic logró 100 millones de descargas de su aplicación de navegación.

## Historia
La empresa fue fundada en 2004 por Michal Štencl, Martin Kališ y Peter Pecho, siendo Michal Štencl el director ejecutivo desde entonces.
En 2009, Sygic se enarbolaba como la primera empresa en ofrecer navegación GPS para iPhone.
En 2015, logró superar los 100 millones de descargas de su aplicación.
En 2016, Sygic adquirió la empresa checa Tripomatic para expandir sus servicios a aquellos que planeaban viajar y querían administrar su trayecto.

## Visión general
El sistema de navegación de Sygic es compatible con dispositivos móviles y tabletas con GPS y pantalla y altavoces para poder transmitir la orientación adecuadamente. Además muestra avisos de los radares de policía y el tráfico actual, así como sitio de aparcamiento y precios de las estaciones de servicio más cercanas.
Sygic emplea los mapas 2D y 3D de TomTom tanto en línea como sin conexión.

## Premios
Sygic ha sido galardonada por Deloitte como:
- la 6.ª empresa de tecnología que crece más rápido en Europa del Este y Central en 2007 y 2008[7]
- la 2.ª empresa de tecnología que crece más rápido en Europa del Este y Central en 2009[8]
- la 13.ª empresa de tecnología que crece más rápido en Europa del Este y Central en 2010 y la 143.ª en EMEA[9]